# Саймалуу-Таш
Саймалуу Таш, или Саймалы Таш (кирг. Саймалуу-Таш) — национальный парк в Тогуз-Тороузском районе Джалал-Абадской области Кыргызстана. Основан в 2001 году, расположен в одноимённой местности в долине реки Курарт южнее села Казарман. Площадь — 32 000 га. Объекты охраны — уникальные природные комплексы урочища Кугарт и многочисленные петроглифы, имеющие большую культурную и историческую ценность.

## Петроглифы
Наскальные рисунки открыты в 1902 году военным топографом Н. Г. Хлудовым. Их первое исследование в 1903 году провели члены Ташкентского кружка любителей археологии. В разное время памятник исследовали И. Г. Пославский, Б. М. Зима, Г. А. Помаскина и другие учёные. Подробную характеристику петроглифов дал А. Н. Бернштам, опубликовавший результаты в журнале «Советская этнография». С 1991 года их изучением занимается экспедиция Института истории Национальной Академии наук Кыргызской Республики под руководством К. И. Ташбаевой. Всего обнаружено более 90 000 рисунков, относящихся к разным историческим периодам. Первая группа — это около 10 тысяч рисунков, которые датируются III и II тысячелетиями до нашей эры и относятся к эпохе неолита и бронзы. На камнях изображены (в геометрическом стиле, то есть с использованием прямоугольников или треугольников) дикие звери, сцены охоты и обработки земли. Вторая группа изображений относится к I тысячелетию до нашей эры — эпохе раннего железа. Рисунки эти менее детальны, в них преобладает зооморфная тематика, некоторые из них выполнены в известном «скифо-сакском зверином» стиле. Третья группа рисунков относится к I тысячелетию нашей эры.